# Huvudbonad

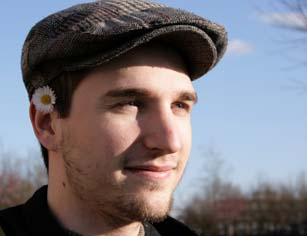
Keps är en vanlig typ av huvudbonad.

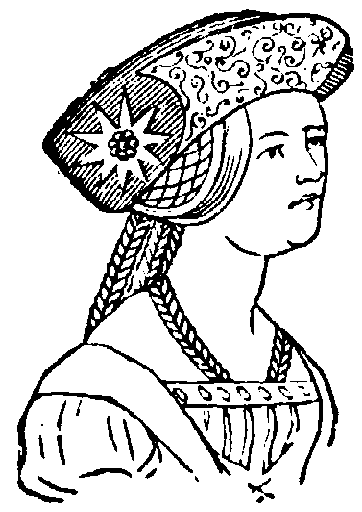
Kvinna med barett (1500-talet).

Algerisk huvudsirat i silverplåt från 1731.

En huvudbonad är ett plagg avsett att klä huvudet. Den kan vara ett insignium, som en krona eller en studentmössa; ett skyddsplagg, som en hjälm eller en toppluva; eller en modedetalj, som en basebollkeps.
Vissa huvudbonader förknippas med bärarens religion, som kippa, hijab och turban.
Ordet "huvudbonad" är belagt i svenska språket sedan senare delen av 1400-talet.

## Lista över huvudbonader
- abiturientmössa
- bahytt
- bandana
- barbe
- barett
- basker
- bicorne
- bindmössa
- björnskinnsmössa
- brudkrona
- brudslöja
- båtmössa
- chaperon
- coif
- cowboyhatt
- cylinderhatt
- cykelhjälm
- diadem
- doktorshatt
- dragonmössa
- dumstrut
- fedora
- fiskarhatt
- foliehatt
- fez
- florentinerhatt
- fontanage
- frygisk mössa
- halmhatt
- hatt
- hattskrålla
- havelock
- hjälm
- horklut
- huckle
- huva
- hätta
- huvudduk
- hög hatt
- kalott
- kampanjhatt
- kapuschong
- karpus
- kask
- kavaljerhatt
- keps
- kilmössa
- kosackmössa
- krona
- kubb
- käppi
- luva
- mitra
- mössa
- nattmössa
- Okada-mössa
- pillerburk
- plommonstop
- pälsmössa
- rastamössa
- rånarluva
- sjal
- sjalett
- skepparmössa
- slokhatt
- slöja
- snibb
- sombrero
- sotarmössa
- stenmarksmössa
- stetsonhatt
- struthätta
- studentmössa
- sydväst
- tschapka
- teknologmössa
- toque
- trekornshatt (trekantig hatt, tricorne)
- turban
- tyrolerhatt
- ushanka
- vegamössa
- öronmuffar